# 広橋頼資
広橋 頼資（ひろはし よりすけ、旧字体：廣橋 賴資󠄁）は、鎌倉時代前期の公卿。藤原北家真夏流（日野家）、権中納言・藤原兼光の五男。民部卿・藤原光範の後を継いだとされる。広橋家の祖。四辻・勘解由小路とも称する。

## 経歴
儒学に明るく、近衛家に近い立場を取った。但馬守・蔵人頭・左大弁・造東大寺長官などを経て、元仁元年（1225年）12月参議に任じられて公卿に列し、翌年（1226年）7月従三位、12月権中納言に叙任。次いで安貞2年（1228年）3月正三位、貞永元年（1232年）12月従二位へ昇叙したが、翌2年（1233年）1月権中納言を辞して長男経光を右少弁に申任し、2月本座を許された。嘉禎元年（1235年）12月病を理由に出家、法名を真寂としたが、2カ月余りで薨去した。享年55。
熊野信仰に厚く、承元4年（1210年）・建保4年（1216年）・寛喜元年（1229年）の参詣などは日記『頼資卿記』に詳細に残されているほか、公私合わせて20回以上の熊野参詣が知られている。

## 系譜
- 父：藤原兼光
- 母：法印院慶または院尚の娘
- 妻：従五位下源兼資の娘
  - 長男：広橋経光（1213-1274）
  - 男子：広橋信光
- 生母不明の子女
  - 男子：世尊寺経朝（1215-1276） - 世尊寺行能の養子。
  - 男子：頼誉（?-1280）
  - 男子：頼源
  - 男子：兼恵（?-?）
  - 男子：頼尊
  - 女子：皇后宮内侍
  - 養子：頼円（?-?）
  - 養子：頼舜 - 実は頼全の子。